# Silberhorn
Il Silberhorn (3.695 m s.l.m.) è una montagna delle Alpi Bernesi. Si trova nel Canton Berna a nord-ovest della Jungfrau.